# ブリティッシュ・エナジー
ブリティッシュ・エナジー(英語: British Energy)はかつてイギリスに存在した電力会社。スコティッシュ・ニュークリアおよびニュークリア・エレクトリックの再編によって生まれ、かつて国有であった原子力発電所のほか、1箇所の石炭火力発電所を保有・運営していた。発電容量で英国最大の企業であったが、2009年にフランス電力によって買収された。
2010年7月1日から、親グループによる再編作業の一環として場所や通信においてEDFエナジーへの商標変更が行われ始め、その後17ヶ月間は2つの社名が使われた。運営会社のブリティッシュ・エナジー・ジェネレーションLtdからEDFエナジー原子力発電Ltdへの商標変更は2011年7月1日に完了した。

## 歴史

### 設立
ブリティッシュ・エナジーは1995年にスコットランドで英国内にある8箇所の新型原子炉を運営するために設立・登記された。同社は設立に際してスコティッシュ・ニュークリアから2基の改良型ガス冷却炉を、ニュークリア・エレクトリックから5基の改良型ガス冷却炉を取得し、ニュークリア・エレクトリックから1機の加圧水型原子炉を購入した。この2社に残った残りの旧型原子炉であるマグノックス炉はマグノックス・エレクトリックに委譲され、その後マグノックス社は英国核燃料会社の子会社となった。
ブリティッシュ・エナジーは1996年に民営化された。英国内の主要技術事務所として、ニュークリア・エレクトリック時代のバーンウッドの本社が残された。
1999年6月、発電と売電を統合する試みとして、イングランド・ウェールズの電力市場で6%の電力を供給していたウェールズの電力・ガス販売企業SWALECを購入した。しかしながら供給シェアを伸ばすための他の販売企業の適切な価格での購入ができなかったため、SWALECは数ヵ月後にスコティッシュ・アンド・サザン・エネルギーに売却された。
2000年には、より柔軟に電力生産できる施設を提供し2001年3月に導入された新電力取引システムによる違約金のリスクを減らすため、ナショナル・パワーから2000MWeのエッグバラ石炭火力発電所を購入した。にもかかわらず、新システムによってブリティッシュ・エナジーが保有するような融通の利かないベースロード電源の電力売却価格はかなり低くなった。エッグバラの購入は発電所市場のピーク時に起こり、2002年には発電所の値段は半分に評価切り下げされた。
2001年、ブリティッシュ・エナジーはカナダ、オンタリオのブルース原子力発電所の運営者になるためにオペレーティングリースを引き受ける主要協力企業となり、これによって生じた子会社はブルース・パワーと呼ばれた。後の財政難時の再構築の一環として、2003年2月にブルース・パワーはカナダの投資家コンソーシアムに売却されている。

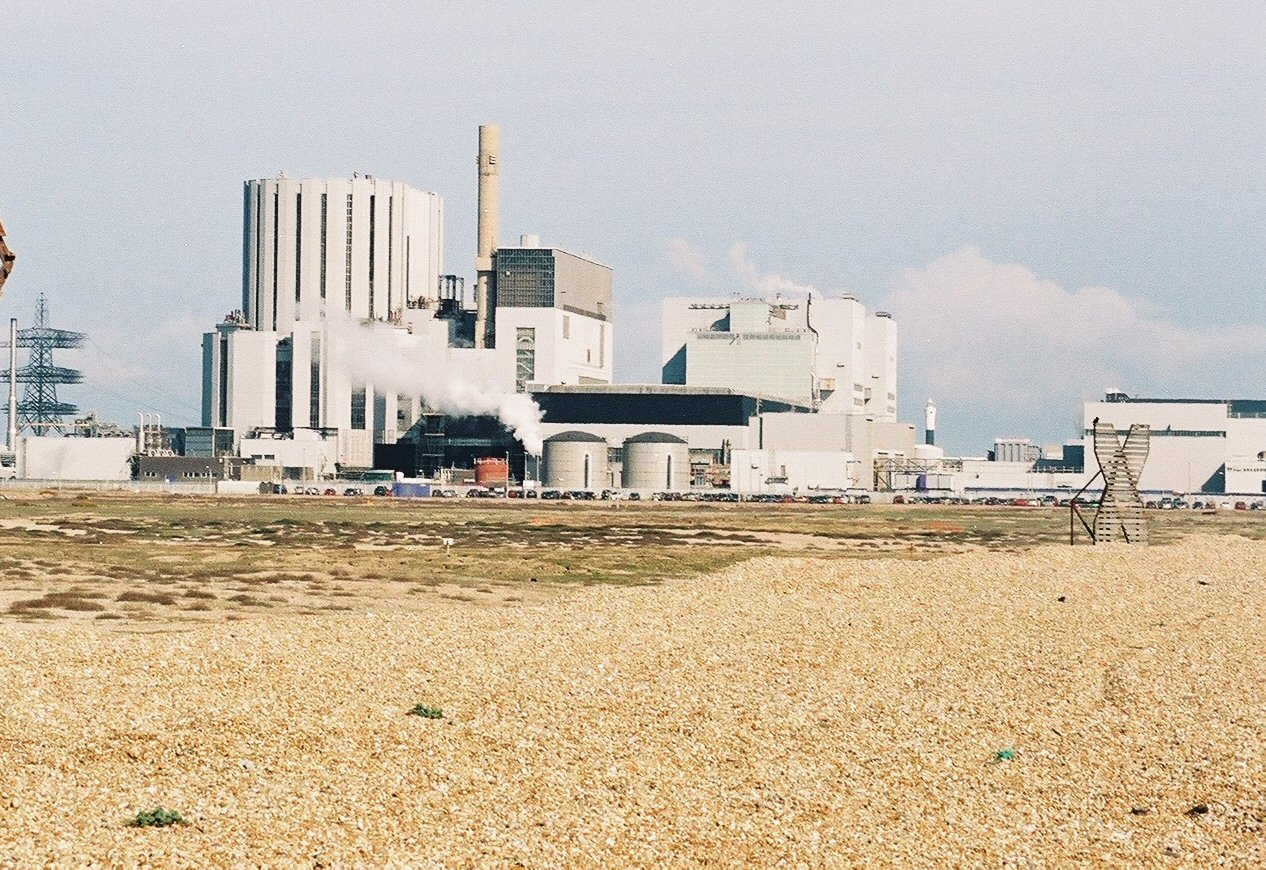
ダンジネスB発電所、2005年に2018年までの10年間の運転延長が認められた。

2007年、ブリティッシュ・エナジーはすべての施設を通して技術的、工学的、運営的支援を提供するため、斗山・バブコック・エナジーと7年間の協力合意を締結した。この合意は当時5億5000万ポンド程度の経済的価値を持っており、スコットランドとその他の英国国内に800人の雇用を生み出した。

### 財政難
ブリティッシュ・エナジーは2002年ごろに財政難となり、資金援助を受けるために英国政府と最初の交渉を始めた。これは電力価格の低迷が続いたこと、気候変動税の緩和を受けられなかったこと、英国核燃料公社とのバックエンド燃料費の再交渉などに加え、財政難に直面した際に多くの容量がオフラインであるなどの多くの発電所の問題や、アメリカに存在した合弁企業AmerGenの株の適時売却の完了に失敗したことなどが原因とされる。交渉を行う当事者は債権保有者、重要な無担保債権者、電力購入契約取引先、エッグバラ発電所購入時に資金提供をしたエッグバラ銀行として知られる保護された債権者集団などであった。
交渉の結果として生まれた計画はほぼすべての既存株主の持分の排除に近く、ブリティッシュ・エナジーの債権者は会社の支配権を失う代わりに10億ポンドの債務を放棄した。株主は新会社の株式の2.5%のみを受け取った。
2004年9月22日、会社再建のための30億ポンドを越える英国政府の投資が欧州委員会に許可された。9月24日には「国家がブリティッシュ・エナジーをコントロールできる」ことを反映して国家統計局の評で会社は公共団体に再分類された。この動きはタイムズ紙では事実上の国有化と表現された。

### 再建
英国政府の企業再建計画の下、原子力負債基金(NLF)がブリティッシュ・エナジー・グループの債権者・負債管財人として活動した。見返りとして、NLFが組織の余剰資金強制弁済を行え、毎年ブリティッシュ・エナジーの年間固定支出を越える利用可能キャッシュフローの65%を請求できるメカニズムが導入された。ブリティッシュ・エナジーは契約下で最大7億ポンドの借り入れが認められ、NLFも2億7500万ポンドを提供した。
また、英国政府は10年以上、毎年1億5000万ポンドから2億ポンド程に相当するブリティッシュ・エナジーの核燃料負債を引き受けた。これらの燃料負債は2086年まで延長した。
財政問題と燃料負担への政府の援助が行われたものの、ブリティッシュ・エナジーの最高経営責任者は2006年6月20日にもしエネルギー市場における税などの作用が変化した場合、原子力発電所は財政的に政府の保証や補助金無しで運営可能であると主張している。
このときの英国政府のブリティッシュ・エナジー株は貿易産業省(DTI)を代表して株主執行庁によって運営されていた。
ブリティッシュ・エナジーの再建は、1998年3月、2004年2月、2006年3月の3回の英国会計検査院報告の主題対象となった。
2007年、庶民院決算委員会は再建について報告しており、この中で納税者に再評価で53億ポンドの負債引き受けが残された一方で、清算において少し恩恵を受けたはずの債権者が、2006年時点で39億ポンドの価値の債券および株式を受け取っていると指摘している。

### 政府株売却
2006年7月、政府は保有するブリティッシュ・エナジー株の一部の売却を検討していることを発表した。
2007年5月30日、貿易産業大臣がNLFに対してNLF保有のブリティッシュ・エナジー株の28%程度に相当する最大4億5千万株まで売却するように命令するとの発表が行われた。売却後、NLFの余剰資金強制弁済割合は64%程度からおおよそ36%に引き下げられた。売却益はNLFの資産の多様化に利用された。

### EDFによる買収
2008年9月24日、フランスの国有電力会社フランス電力(EDF)が125億ポンドでブリティッシュ・エナジーの買収に合意したことが発表された。2009年8月に英公益大手セントリカは事業への参画をめざしてEDFからブリティッシュ・エナジー株の20%を購入している。
2010年4月1日、EDFはブリティッシュ・エナジー買収時に欧州委員会に対して行った約束を遵守し、以前の合意に基づいてエッグバラ発電所を発電所の債権者集団に委譲した。。
2011年7月にブリティッシュ・エナジーはEDFグループ内で完全に再編されEDFエナジーと統合され、歴史的役目を終えた。

## 組織構造
2009年、ブリティッシュ・エナジー・グループは以下のような会社構造になっていた。
- ブリティッシュ・エナジー・グループplc : 持ち株企業、EDFの完全子会社となった。
  - ブリティッシュ・エナジー・ジェネレーションLtd : 支配子会社、大型発電所の所有・運用を行っており原子力発電所の運転が認可されていた。
  - ディストリクト・エナジーLtd : 10MWe級天然ガス燃料発電所4基を所有していた。
  - ブリティッシュ・エナジー・リニューアブルズLtd : 少数の自然エネルギー発電計画に参加していた。
  - ルイス風力Ltd : AMEC（英語版）との合弁企業、ルイス島での集合型風力発電所の開発を行っていた[20]。

## 運営
EDFの買収時、ブリティッシュ・エナジーは以下の発電所を運営していた
| 名称                  | 形式                  | 正味MWe | 建設開始 | 送電網同機 | 完全稼動 | 閉鎖予定日 |
| --------------------- | --------------------- | ------- | -------- | ---------- | -------- | ---------- |
| ダンジネスB           | 改良型ガス冷却炉(AGR) | 1110    | 1965年   | 1983年     | 1985年   | 2018年     |
| エッグバラ            | 石炭火力              | 1960    | 1960年   | 1967年     | 1970年   | -          |
| ハートルプール        | AGR                   | 1210    | 1968年   | 1983年     | 1989年   | 2019年     |
| ヘイシャム1           | AGR                   | 1150    | 1970年   | 1983年     | 1989年   | 2019年     |
| ヘイシャム2           | AGR                   | 1250    | 1980年   | 1988年     | 1989年   | 2023年     |
| ヒンクリー・ポイントB | AGR                   | 1220    | 1967年   | 1976年     | 1976年   | 2023年     |
| ハンターストンB       | AGR                   | 1190    | 1967年   | 1976年     | 1976年   | 2023年     |
| サイズウェルB         | 加圧水型原子炉(PWR)   | 1188    | 1988年   | 1995年     | 1995年   | 2035年     |
| トーネス              | AGR                   | 1250    | 1980年   | 1988年     | 1988年   | 2023年     |

2005年、ブリティッシュ・エナジーはダンジネスBの10年間の運用延長を発表し、ダンジネスBは2018年まで運用が続けられる見込みとなり、2007年にはヒンクリー・ポイントBとハンターストンBの5年の運用延長が発表され、両発電所は2016年まで運用される予定である。
2006年から、ヒンクリー・ポイントBおよびハンターストンBはより低いボイラー温度での運転を必要とするボイラー関連の問題のため発電出力を通常MWeの70%に削減した。
2009年12月、サイズウェルまたはヒンクリー・ポイントの周辺に所有する既存の土地に原子力発電所を新設する計画が発表された。ダンジネスも考慮されたが、新設には向かないと考えられた。

## 註
1. ↑  “EDF agrees to pay $23 billion for British Energy”. ニューヨーク・タイムズ. (2008年9月24日) 2012年7月11日閲覧。
2. ↑  “The sale of the Government’s interest in British Energy”. 2012年7月11日閲覧。
3. ↑  The CEGB Story Archived 2012年12月9日, at Archive.is by Rob Cochrane (with additional research by Maryanna Schaefer) (1990)
4. ↑  Page 68 - "Lessons from Liberalised Electricity Markets" Archived 2014年5月17日, at the Wayback Machine. IEA / OECD (2005)
5. ↑  “Chronology: British Energy in bid talks”.   ロイター (2008年3月17日). 2014年5月15日閲覧。
6. ↑  Risk Management: The Nuclear Liabilities of British Energy plc (Report). 会計検査院. 2004年2月6日. p. 28. 2008年6月13日閲覧。
7. ↑  Risk Management: The Nuclear Liabilities of British Energy plc (Report). 会計検査院. 2004年2月6日. p. 24. 2008年6月13日閲覧。
8. ↑  “British Energy considers asset sale”.   BBCニュース (2002年11月15日). 2014年5月15日閲覧。
9. ↑  “British Energy signs £550m deal with Doosan Babcock”.   PROCESS RNGINEERING (2007年6月27日). 2014年5月15日閲覧。
10. ↑  “Funding Universe - History of BNFL”. 2012年7月11日閲覧。
11. ↑  “Taxpayers' £184m aid to private energy firm”.   ガーディアン (2005年7月18日). 2014年5月15日閲覧。
12. ↑  Times on line[リンク切れ]
13. ↑  “The Restructuring of British Energy”.  庶民院決算委員会 (19 July 2007-07-19). 2014年5月15日閲覧。
14. 1 2  “Government disposal of interest in British Energy Group plc”.  Government News Network (2007年5月30日). 2007年9月30日時点のオリジナルよりアーカイブ。2007年6月6日閲覧。
15. 1 2  “Impact of Government Announcement re Disposal of Interest in British Energy”.   ブリティッシュ・エナジー (2007年5月31日). 2007年9月28日時点のオリジナルよりアーカイブ。2007年6月6日閲覧。
16. ↑  “EDF agrees to buy British Energy”. BBC News. (2008年9月24日) 2010年1月2日閲覧。
17. ↑  “Approval from the OFT of Centrica’s acquisition of 20% of British Energy from EDF”. セントリカ (企業)
18. ↑  Catherine Airlie (2010年4月1日). “EDF Transfers Eggborough Plant to Bondholders After Buying British Energy”. Bloomberg 2010年7月7日閲覧。
19. ↑  “British Energy structure”.   ブリティッシュ・エナジー. 2010年7月14日閲覧。
20. ↑  “Lewis Wind Farm, United Kingdom”.   power-technology.com. 2010年7月14日閲覧。
21. ↑  10-year life extension at Dungeness B nuclear power station (Report). ブリティッシュ・エナジー. 2005年9月15日. 2006年3月22日時点のオリジナルよりアーカイブ。2008年6月19日閲覧。
22. 1 2  Life extension of Hinkley Point B and Hunterston B power stations (Report). ブリティッシュ・エナジー. 2007年12月11日. 2008年6月19日閲覧。[リンク切れ]